# Synopa (prowincja)
Prowincja Synopa (tur. Sinop ili) – jednostka administracyjna w północnej Turcji, położona nad Morzem Czarnym, na pograniczu starożytnych krain Paflagonii i Pontu.

## Dystrykty

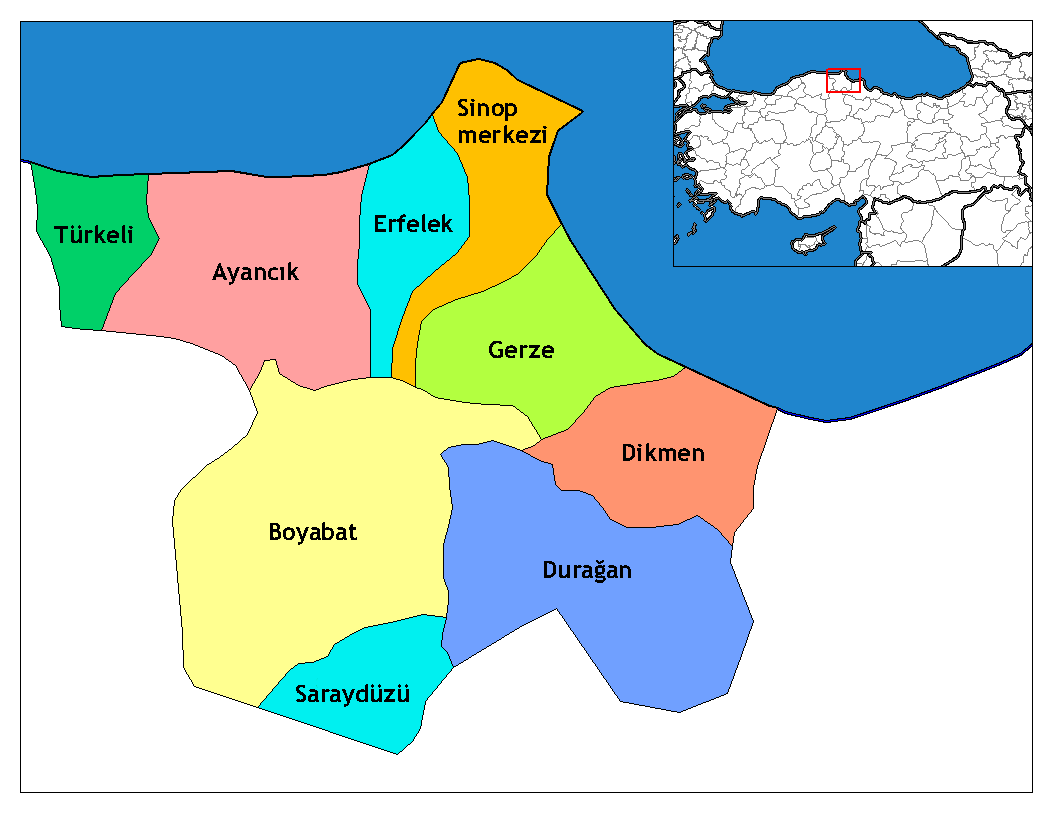
Dystrykty w prowincji Synopa

Prowincja Synopa dzieli się na dziewięć dystryktów:
- Ayancık
- Boyabat
- Dikmen
- Durağan
- Erfelek
- Gerze
- Saraydüzü
- Sinop
- Türkeli